# Ledce (okres Brno-venkov)
Ledce (německy Laatz) jsou obec v okrese Brno-venkov v Jihomoravském kraji. Leží jižně od Brna nedaleko Rajhradu, v katastrálním území Ledce u Židlochovic. Obcí, rozkládající se v Dyjsko-svrateckém úvalu, protéká potok Šatava. Žije zde 262 obyvatel. Zástavba Ledců se skládá ze tří zřetelně oddělených částí: jižně položené původní vsi, severněji položené jednoulicovky „Pindulka“ a východně položené samoty „Dvůr“ (dříve zvaný „Ledecký dvůr“), ležící u silnice z Rajhradu do Pohořelic.
Jedná se o vinařskou obec ve Velkopavlovické vinařské podoblasti (viniční tratě Za školou-Humna, Šimlochy).

## Název
Jako jméno vsi slouží množné číslo obecného ledce (ve středním rodě), což je stará zdrobnělina od lado - "pustá, neobdělávaná země". Někdy byl tvar chápán jako jednotný, z toho vznikl tvar Ledec, který mají nejstarší doklady ze 14. století a který se znovu krátce objevil v 19. století. Německé jméno se vyvinulo z českého, kromě moderní podoby Laatz jsou doloženy starší (ze 17. a 18. století) tvary Lötsch a Lautsch.

## Historie
První písemná zmínka o obci pochází z roku 1351. V letech 1850–1872 patřily Ledce k Medlovu. V říjnu 1938 byla obec připojena k nacistickému Německu, posléze začleněna do Sudetoněmeckých území. Od 15. dubna 1939 náležela obec k zemskému hejtmanství Dolní Podunají, které bylo k 1. květnu 1939 přeměněno v Říšskou župu Dolní Podunají. Obec byla osvobozena Rudou armádou 18. dubna 1945. K 1. červenci 1980 došlo k integraci obcí Bratčice, Ledce, Sobotovice a Syrovice pod společný Místní národní výbor v Syrovicích, aniž by formálně došlo ke sloučení obcí v jednu. V integrovaném Místním národním výboru měly Sobotovice 13 zástupců, Ledce 14, Bratčice 21, a Syrovice 24. Za sametové revoluce se v listopadu 1989 dostavili na MNV v Syrovicích zástupci Občanského fóra a přednesli zde požadavky na dezintegraci přidružených obcí. Od roku 1990 jsou Ledce opět plně samostatnou obcí.

## Obyvatelstvo
| Rok            | 1869 | 1880 | 1890 | 1900 | 1910 | 1921 | 1930 | 1950 | 1961 | 1970 | 1980 | 1991 | 2001 | 2011 | 2021 |
| -------------- | ---- | ---- | ---- | ---- | ---- | ---- | ---- | ---- | ---- | ---- | ---- | ---- | ---- | ---- | ---- |
| Počet obyvatel | 177  | 182  | 212  | 252  | 298  | 305  | 272  | 283  | 289  | 310  | 268  | 205  | 199  | 207  | 213  |
| Počet domů     | 24   | 26   | 31   | 38   | 41   | 41   | 69   | 70   | 64   | 71   | 73   | 76   | 73   | 76   | 78   |

Vývoj počtu obyvatel

## Obecní symboly
Znak a vlajka byly obci uděleny rozhodnutím předsedy Poslanecké sněmovny Parlamentu České republiky dne 5. dubna 2001.

## Galerie

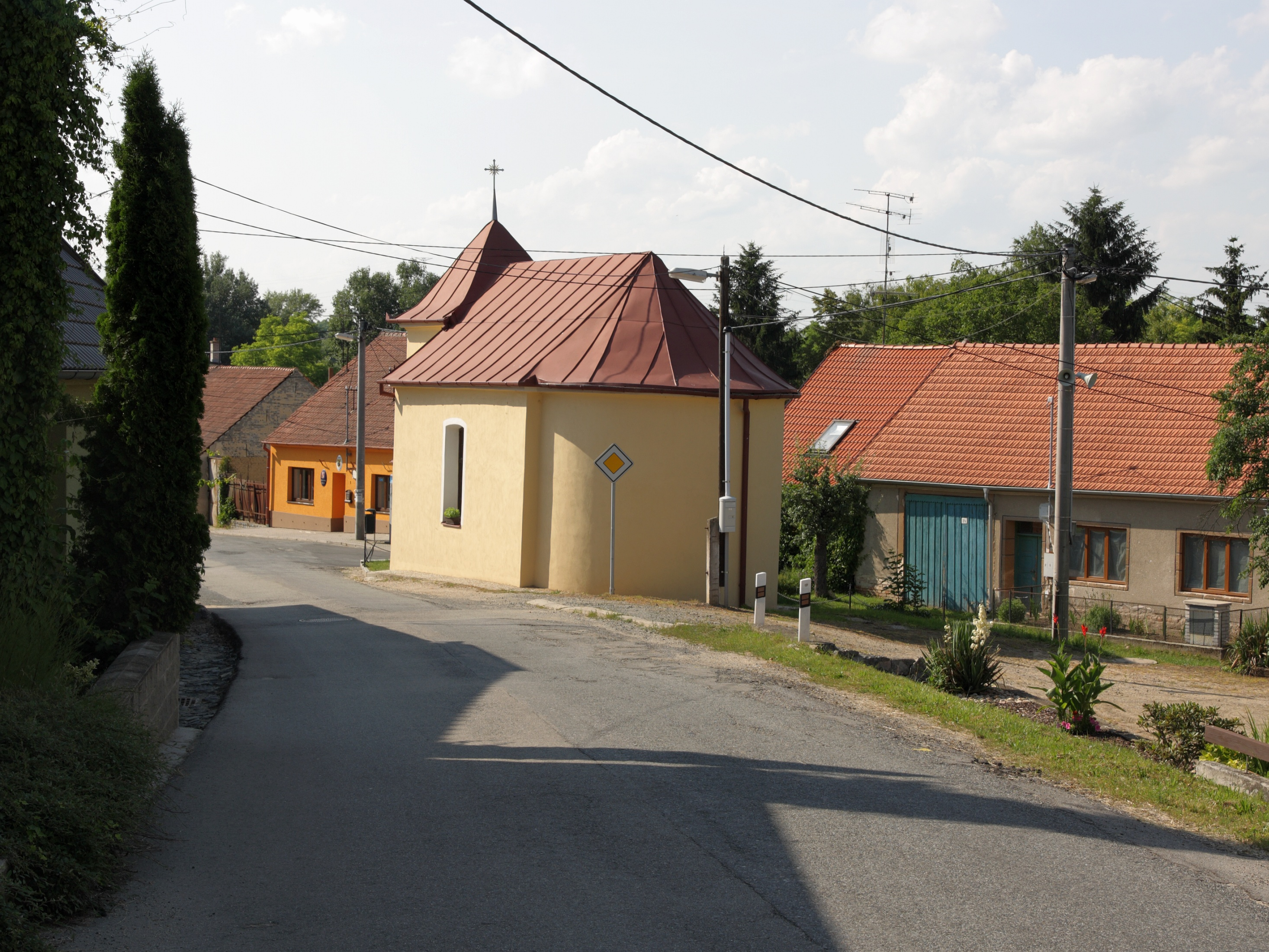
Centrum obce s kaplí
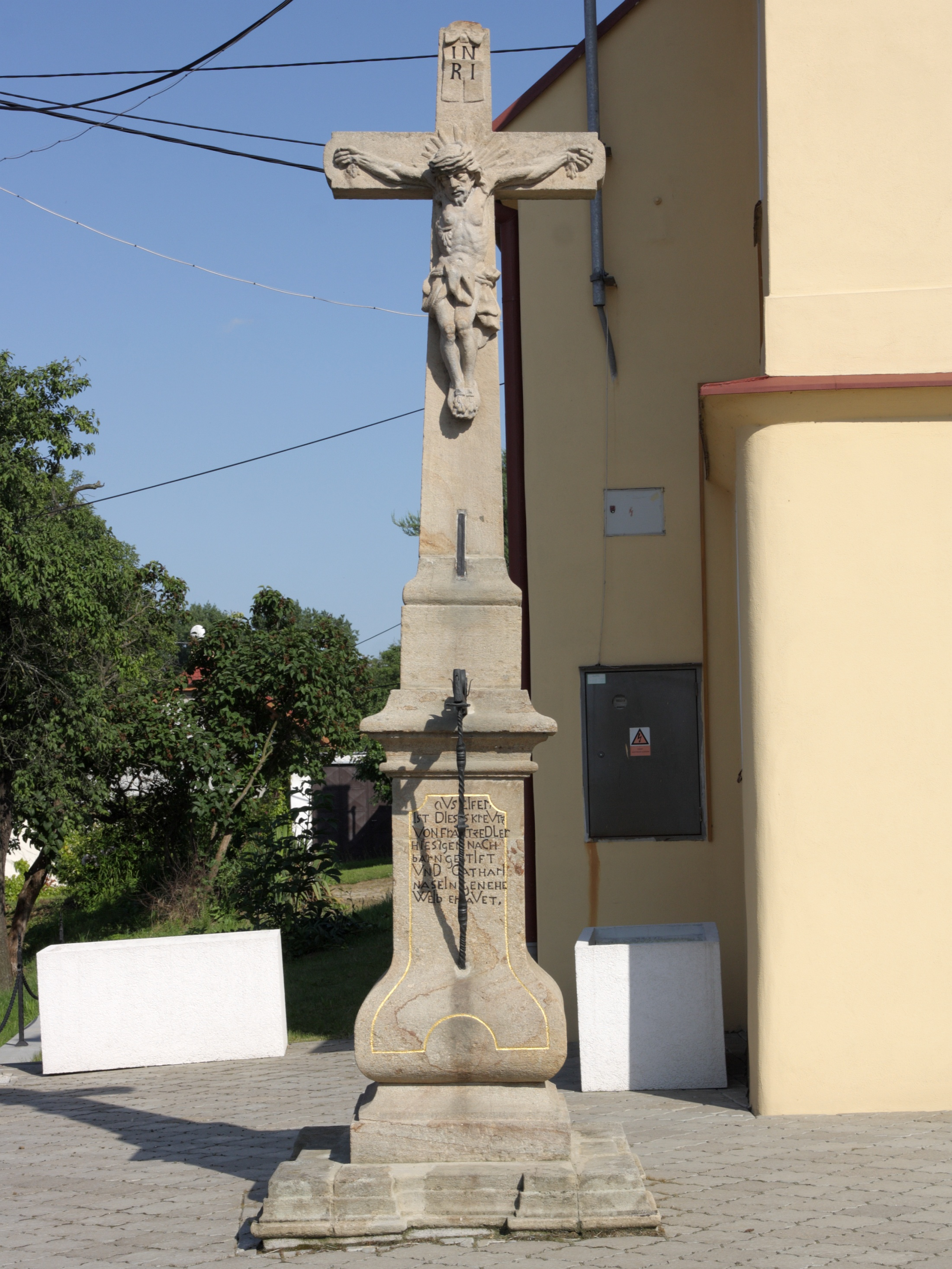
Kříž u kaple
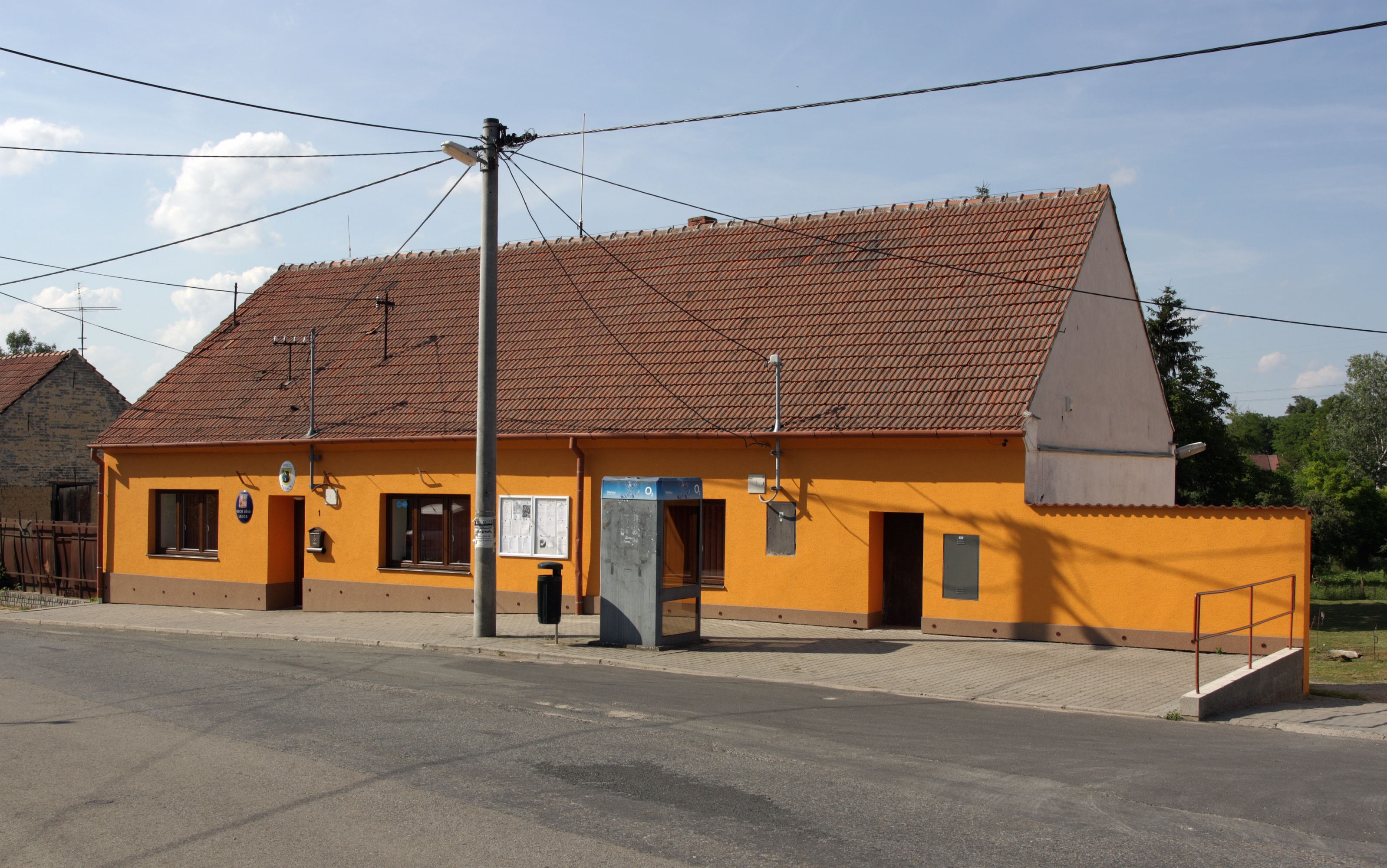
Obecní úřad